# MIEF1
MIEF1 (англ. Mitochondrial elongation factor 1) – білок, який кодується однойменним геном, розташованим у людей на короткому плечі 22-ї хромосоми. Довжина поліпептидного ланцюга білка становить 463 амінокислот, а молекулярна маса — 51 293.
| 10         |  | 20         |  | 30         |  | 40         |  | 50         |
| ---------- |  | ---------- |  | ---------- |  | ---------- |  | ---------- |
| MAGAGERKGK |  | KDDNGIGTAI |  | DFVLSNARLV |  | LGVGGAAMLG |  | IATLAVKRMY |
| DRAISAPTSP |  | TRLSHSGKRS |  | WEEPNWMGSP |  | RLLNRDMKTG |  | LSRSLQTLPT |
| DSSTFDTDTF |  | CPPRPKPVAR |  | KGQVDLKKSR |  | LRMSLQEKLL |  | TYYRNRAAIP |
| AGEQARAKQA |  | AVDICAELRS |  | FLRAKLPDMP |  | LRDMYLSGSL |  | YDDLQVVTAD |
| HIQLIVPLVL |  | EQNLWSCIPG |  | EDTIMNVPGF |  | FLVRRENPEY |  | FPRGSSYWDR |
| CVVGGYLSPK |  | TVADTFEKVV |  | AGSINWPAIG |  | SLLDYVIRPA |  | PPPEALTLEV |
| QYERDKHLFI |  | DFLPSVTLGD |  | TVLVAKPHRL |  | AQYDNLWRLS |  | LRPAETARLR |
| ALDQADSGCR |  | SLCLKILKAI |  | CKSTPALGHL |  | TASQLTNVIL |  | HLAQEEADWS |
| PDMLADRFLQ |  | ALRGLISYLE |  | AGVLPSALNP |  | KVNLFAELTP |  | EEIDELGYTL |
| YCSLSEPEVL |  | LQT        |  |            |  |            |  |            |

A: Аланін

C: Цистеїн

D: Аспарагінова кислота

E: Глутамінова кислота

F: Фенілаланін

G: Гліцин

H: Гістидин

I: Ізолейцин

K: Лізин

L: Лейцин

M: Метіонін

N: Аспарагін

P: Пролін

Q: Глутамін

R: Аргінін

S: Серин

T: Треонін

V: Валін

W: Триптофан

Кодований геном білок за функцією належить до фосфопротеїнів. 
Задіяний у такому біологічному процесі, як альтернативний сплайсинг. 
Білок має сайт для зв'язування з нуклеотидами. 
Локалізований у мембрані, мітохондрії, зовнішній мембрані мітохондрій.